# Station Świeradów Zdrój
Station Świeradów Zdrój is een spoorwegstation in de Poolse plaats Świeradów-Zdrój.